# Schwarzburg-Rudolstadt
Schwarzburg-Rudolstadt ist der Name eines ehemaligen Fürstentums in Thüringen. Es wurde 1599 zunächst als Grafschaft Schwarzburg-Rudolstadt gebildet und war von 1710 bis 1918 ein Fürstentum. Nach dem Sturz der Monarchie wurde das Land 1918 zum Freistaat Schwarzburg-Rudolstadt und ging 1920 im Land Thüringen auf.

## Geschichte
Die Geschichte des Fürstentums geht auf das Geschlecht der Grafen von Schwarzburg zurück, die erstmals 1123 ihren heutigen Namen führten. Durch verschiedene Erbteilungen und Erwerbungen veränderte die Grafschaft Schwarzburg bis zum 16. Jahrhundert häufig ihre Gestalt. Nach dem Tod von Graf Günther XLI. im Jahr 1583 teilten seine beiden Brüder die Grafschaft Schwarzburg und bildeten ab 1584 die beiden Hauptlinien Schwarzburg-Arnstadt und Schwarzburg-Rudolstadt. Mit dem Stadtilmer Vertrag vom 21. November 1599 wurden die schwarzburgischen Territorien neu aufgeteilt. Die Gebiete der beiden Grafschaften und späteren Fürstentümer Schwarzburg-Rudolstadt und Schwarzburg-Sondershausen blieben im Wesentlichen bis 1920 unverändert. Schwarzburg-Rudolstadt war Teil des Obersächsischen Reichskreises.
Kaiser Leopold I. sprach 1697 die Erhebung in den Reichsfürstenstand aus. Albert Anton nahm die Erhebung nicht an. 1710 sprach Kaiser Joseph I. die Erhebung erneut aus, und Schwarzburg-Rudolstadt akzeptierte. Die Zulassung zum Reichsfürstenrat erfolgte erst 1754. Die Lehnsrechte Kursachsens waren zuvor finanziell abzugelten.
1815 trat das Fürstentum dem Deutschen Bund bei, nachdem es 1807 Mitglied des Rheinbunds geworden war und damit bis 1813 unter der Protektion Napoleons gestanden hatte. 1816 trat die erste Verfassung des Landes in Kraft. 1835 fand der Beitritt des Landes zum Deutschen Zollverein statt.
1848 gab es auch im Fürstentum Schwarzburg-Rudolstadt Unruhen, welche zur Folge hatten, dass Bürgerwehren gebildet wurden und im Herbst des Jahres Bundestruppen einrückten. Das neue Wahlrecht mit einem allgemeinen, gleichen und indirekten Wahlsystem wurde 1854 durch ein neues Wahlgesetz für den Landtag mit Dreiklassenwahlrecht ersetzt, die liberalen Gesetze von 1848 und ein neues Grundgesetz für das Fürstentum außer Kraft gesetzt. Nachdem Schwarzburg-Rudolstadt 1866 im Deutschen Krieg gegen die von Österreich im Bundestag des Deutschen Bundes beantragte Mobilmachung gegen Preußen gestimmt hatte, trat das Fürstentum dem neuen Norddeutschen Bund bei, wodurch 1867 die Militärhoheit an Preußen überging. Am 1. Januar 1871 wurde aus dem Bund das Deutsche Reich.
Nach wiederholter Zurückweisung von Steuererhöhungen durch den Landtag war Schwarzburg-Rudolstadt 1870 in einer Staatskrise und musste beim Bundespräsidium seinen Konkurs anzeigen. Das Bürgertum war zu finanziellen Mehrbelastungen nur bei gleichzeitig größeren politischen und wirtschaftlichen Freiheiten bereit. Kosteneinsparungen durch Einschränkung der Ministerialbürokratie und des Hofstaates waren dem Ministerium nicht möglich, so dass durch den Landtag Ende 1870 eine Wahlrechtsreform erreicht wurde. Danach setzte sich der Landtag aus vier Abgeordneten der Höchstbesteuerten und zwölf Abgeordneten zusammen, die aus allgemeinen gleichen Wahlen der männlichen Staatsangehörigen in zwölf Wahlbezirken hervorgingen. Dieses relativ fortschrittliche Landtagswahlrecht hatte zur Folge, dass es am Beginn des 20. Jahrhunderts eine hohe Anzahl von Landtagsabgeordneten der SPD gab, die 1911 erstmals die absolute Mehrheit im Landtag erreichte und mit Franz Winter den ersten sozialdemokratischen Landtagspräsidenten in Deutschland stellte. Die französischen Kriegsentschädigungen nach dem Deutsch-Französischen Krieg, höhere Steuereinnahmen durch einen Wirtschaftsaufschwung sowie ein neues Einkommensteuergesetz von 1876 beendeten die Krise der Staatsfinanzen, änderten aber nichts an den 1910 mit 48 Mark pro Einwohner höchsten Staatsschulden in Thüringen.
Nach dem Ende des Ersten Weltkriegs dankte – rund zwei Wochen später als die anderen Bundesfürsten – am 23. November 1918 Fürst Günther Victor, der in Personalunion seit 1909 auch das Fürstentum Schwarzburg-Sondershausen regierte, als letzter deutscher Monarch ab. Ohne vorgängige Änderung der Verfassung, meinte er, lasse sich die Monarchie nicht abschaffen – ein Argument, dem sich auch die SPD-Mehrheit im Landtag nicht verschließen mochte. Ende November 1918 entstand der Freistaat Schwarzburg-Rudolstadt, der 1920 im neuen Land Thüringen aufging.
In Sondershausen starben 1925 der kinderlose Fürst Günther Victor und 1951 seine Gattin Anna Luise. Nachfolger als Chef des Hauses Schwarzburg wurde der 1896 als erbberechtigt erklärte Prinz Sizzo von Leutenberg, aus einer morganatischen Ehe des 1867 verstorbenen Fürsten Friedrich Günther von Schwarzburg-Rudolstadt mit Gräfin Helene von Reina stammend. Sein Sohn Friedrich Günther verstarb am 9. November 1971 in München und war das letzte zur Thronfolge berechtigte Familienmitglied. Es existiert noch ein Namensträger. Die 1938 geschlossene und sogleich wieder geschiedene Ehe von Friedrich Günther mit Sophie Luise, geborene Prinzessin von Sachsen-Weimar-Eisenach, blieb kinderlos. Die Nachfahren seiner Schwester Marie Antoinette führen den Namen Graf respektive Gräfin zu Solms-Wildenfels.

## Weitere Daten

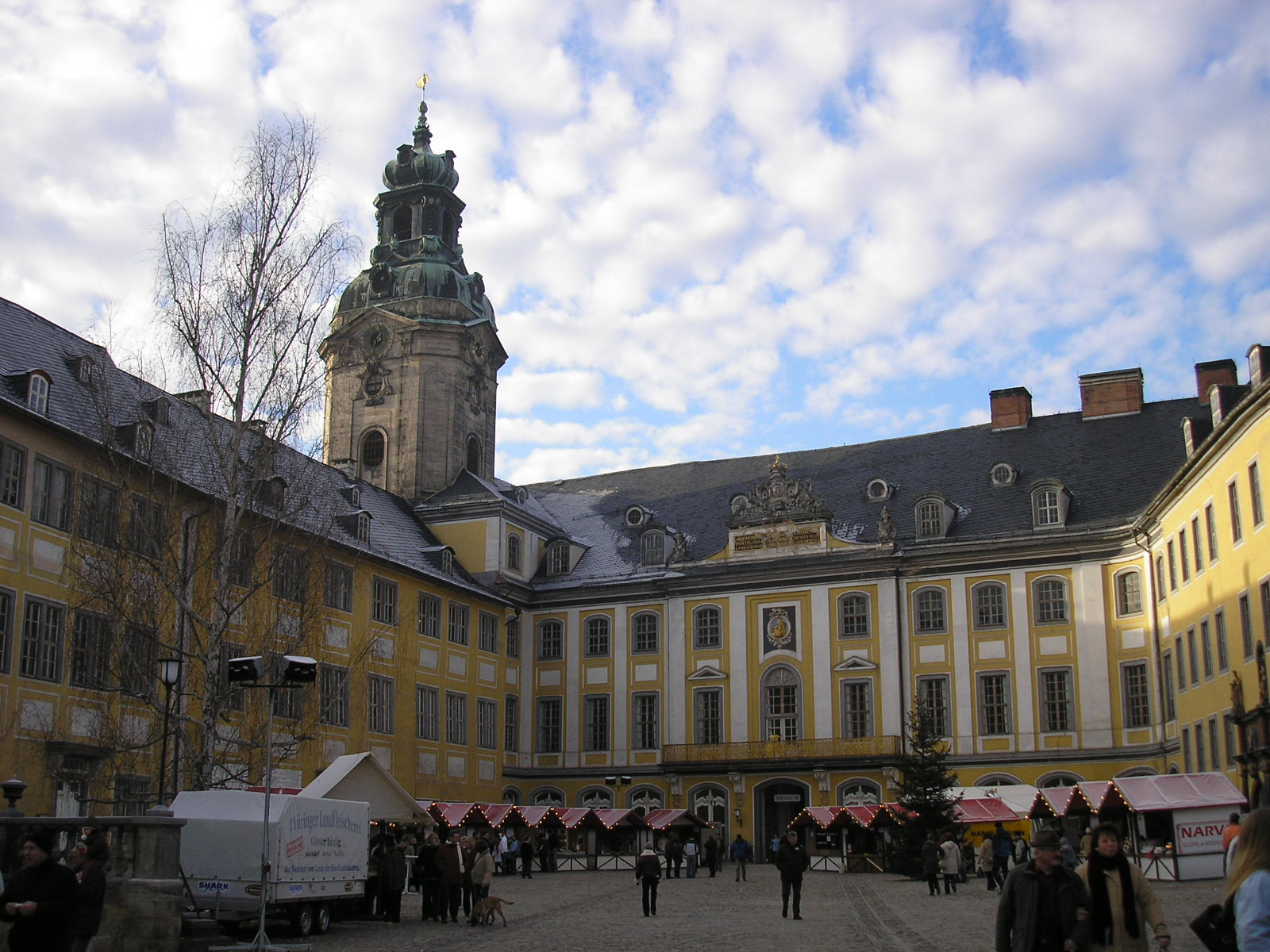
Das Residenzschloss Heidecksburg in Rudolstadt

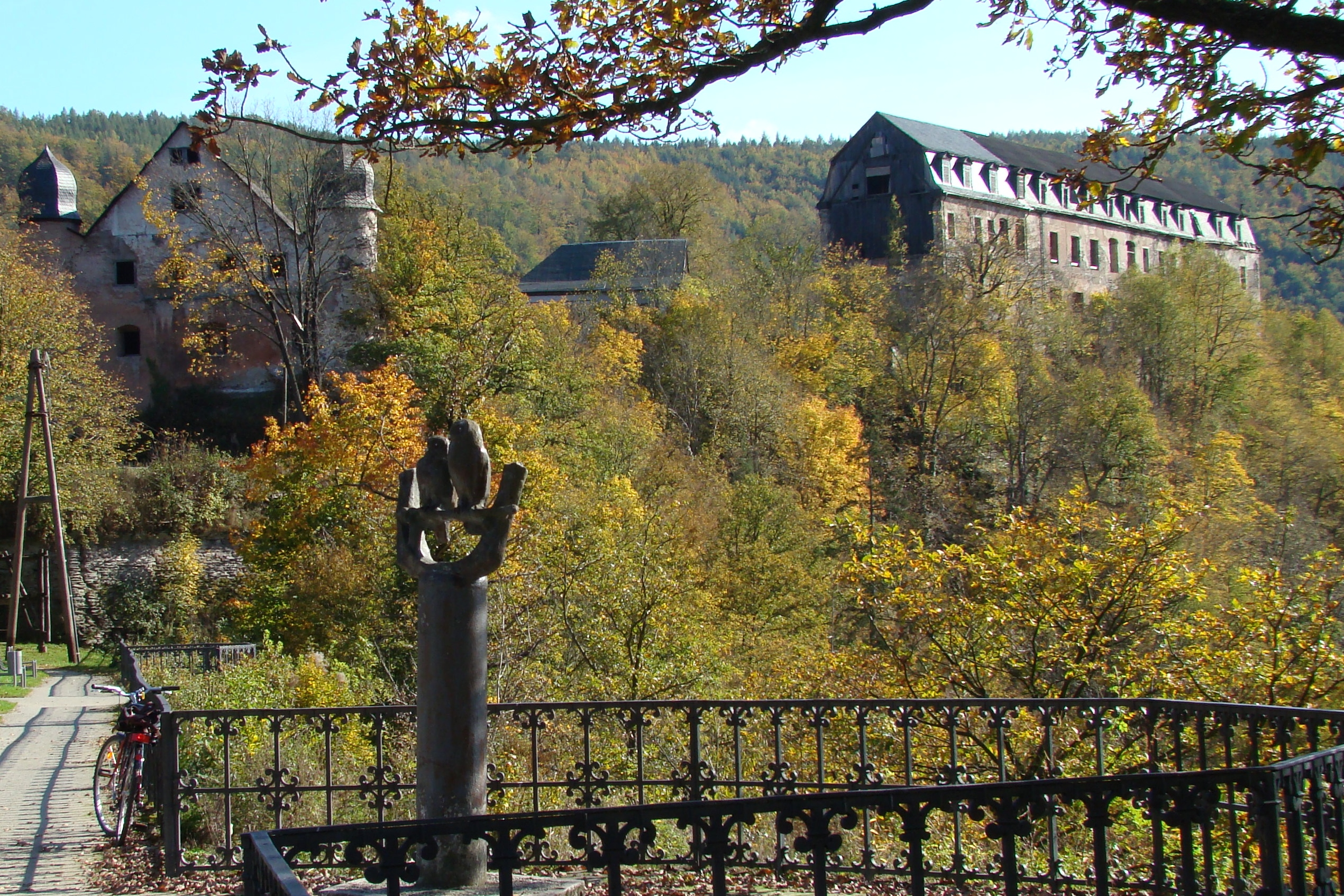
Schloss Schwarzburg, der Stammsitz der Familie in Schwarzburg

Orte mit über 2000 Einwohnern im Jahr 1910:
| Ort                | Einwohner 1. Dez. 1910 |
| ------------------ | ---------------------- |
| Rudolstadt         | 12.937                 |
| Frankenhausen      | 06.566                 |
| Stadtilm           | 03.798                 |
| Blankenburg        | 03.450                 |
| Königsee           | 03.209                 |
| Schlotheim         | 03.104                 |
| Neuhaus am Rennweg | 02.553                 |
| Oberweißbach       | 02.117                 |
| Meuselbach         | 02.049                 |

Gesamtbevölkerung:
- 1871: 75.523 Einwohner
- 1900: 93.059 Einwohner
- 1910: 100.702 Einwohner

Etwa 98,5 % bekannten sich zur evangelisch-lutherischen Kirche.
Das Staatsgebiet von Schwarzburg-Rudolstadt bestand aus den drei getrennten Teilgebieten Rudolstadt, Frankenhausen und Leutenberg. Dazu kamen noch eine größere Anzahl von Exklaven.

### Oberherrschaft
- Fläche: 735 km²
- Städte: Rudolstadt, Blankenburg, Königsee, Oberweißbach, Schwarzburg, Stadtilm
- Landratsämter: Rudolstadt und Königsee
- Exklaven: Angelroda, Elxleben, Leutenberg, Oesteröda, Seebergen, Weisbach bei Leutenberg

### Unterherrschaft
- Fläche: 206 km²
- Städte: Frankenhausen, Straußberg
- Landratsamt: Frankenhausen
- Exklaven: Schlotheim, Straußberg, Immenrode

Die Ämter Kelbra und Heringen in Nordthüringen waren zwischen 1419 und 1815 im gemeinschaftlichen Besitz der Grafen von Schwarzburg (ab 1599 Schwarzburg-Rudolstadt) und Grafen zu Stolberg (ab 1706 Stolberg-Roßla) unter Lehnsoberherrschaft der albertinischen Wettiner (späteres Kurfürstentum Sachsen).
Verwaltungsgliederung mit Einwohnerzahlen 1871
| Oberherrschaft  | Einwohner 1871 |
| --------------- | -------------- |
| Oberherrschaft  | 59.013         |
| Landratsamt     | Einwohner 1871 |
| Königsee        | 27.118         |
| Rudolstadt      | 31.895         |
| Unterherrschaft | Einwohner 1871 |
| Unterherrschaft | 16.510         |
| Landratsamt     | Einwohner 1871 |
| Frankenhausen   | 16.510         |

## Währung und Postregal
Das Fürstentum trat 1838 dem Dresdner Münzvertrag bei. Zwei Taler im preußischen 14-Taler-Münzfuß entsprachen nun 3 1⁄2 süddeutschen Gulden im 24 1⁄2-Gulden-Fuß, was als gemeinsame Vereinsmünze der „contrahierenden Staaten“ gelten sollte. Diese Vereinsmünze zu „2 Taler = 3 1⁄2 Gulden“ war in jedem Zollvereins-Land gesetzlich gültig – unabhängig davon, wer der jeweilige Emittent der Vereinsmünze war. Schwarzburg-Rudolstadt prägte eigene Münzen:
- für die Oberherrschaft Rudolstadt im bayerischen Münzfuß (1 Gulden zu 60 Kreuzer zu 240 Pfennigen), Münzstätte in München 1841–1861,
- für die Unterherrschaft Frankenhausen im preußischen Münzfuß (1 Speciestaler zu 32 Groschen zu 384 Pfennigen, sodann 1 Reichstaler zu 24 Groschen zu 288 Pfennigen, ab 1838 1 Taler zu 30 Silbergroschen zu 360 Pfennigen); Münzstätten bestanden in Saalfeld bis 1841, Berlin 1841–1889.

Erst mit der Einführung der Mark als Reichswährung zum 1. Januar 1876 nach dem Gesetz vom 4. Dezember 1871 wurde die Zersplitterung des Währungswesens aufgehoben.
Die Thurn-und-Taxis-Post sicherte sich durch Verträge mit den Schwarzburger Fürstentümern das Postregal:
- 8. Juni 1812 mit Schwarzburg-Sondershausen für die Oberherrschaft Arnstadt,
- 23. August 1817 mit Schwarzburg-Rudolstadt für die Oberherrschaft Rudolstadt.

Die Unterherrschaften Sondershausen und Frankenhausen wurden von der preußischen Post verwaltet.

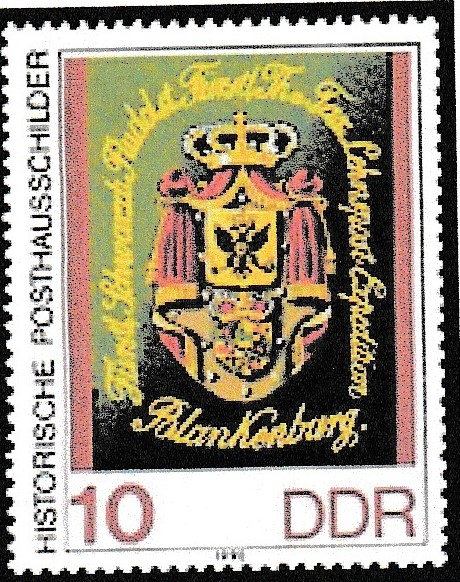
Historisches Posthausschild Thurn und Taxis in Schwarzburg-Rudolstadt auf einer Briefmarke der DDR 1990

Schon äußerlich war die gemeinsame Verwaltung am Namen, an den Postwappen und an den Uniformen, die sich durch verschiedene Kragenfarben unterschieden, zu erkennen. So lautete der Name der Postanstalt: „Fürstlich Schwarzburg-Rudolst., Fürstlich Thurn und Taxissche Lehenspostexpedition“. Das Postwappen vereinte demzufolge beide Wappen, unten das Schwarzburger, darüber das fürstlich Thurn und Taxissche (siehe Abbildung). Von 1852 bis 1866 gab die Thurn-und-Taxis-Post eigene Briefmarken in zwei verschiedenen Währungen aus. Die Oberherrschaft gehörte zum Südlichen Bezirk mit Kreuzerwährung. Ab 1867 ging das Postregal an Preußen über, das jedoch – ebenso wie der Norddeutsche Bund – bis zur Einführung der Reichswährung 1876 Briefmarken in Groschen- und Kreuzerwährung ausgab.

## Gerichtswesen
Die Gerichtsbarkeit oblag dem allen thüringischen Staaten gemeinsamen Oberlandesgericht in Jena. Es umfasste die vier sachsen-ernestinischen Staaten, das Fürstentum Schwarzburg-Rudolstadt und die beiden reußischen Fürstentümer sowie die preußischen Kreise Schmalkalden, Schleusingen und Ziegenrück. Die zweite Instanz repräsentierte das Landgericht Rudolstadt, dem im Fürstentum sieben Amtsgerichte unterstellt waren. Das Landgericht fungierte auch für den Saalfelder Kreis von Sachsen-Meiningen und den preußischen Kreis Ziegenrück.
- Landgericht Rudolstadt (für Schwarzburg-Rudolstadt, den Kreis Saalfeld von Sachsen-Meiningen und den preußischen Landkreis Ziegenrück in der Provinz Sachsen) mit den vierzehn Amtsgerichten Leutenberg, Königsee, Oberweißbach, Rudolstadt, Stadtilm (für die Oberherrschaft Rudolstadt); Frankenhausen, Schlotheim (für die Unterherrschaft Frankenhausen); Camburg, Gräfenthal, Kranichfeld, Pößneck, Saalfeld (für den Kreis Saalfeld); Ranis, Ziegenrück (für den Landkreis Ziegenrück).

## Militär
Als Mitglied des Deutschen Bundes stellte das Fürstentum ein Kontingent von 539 Mann Infanterie und gehörte zum 10. Bataillon der Reservedivision des Bundesheeres. Die Kontingente beider Fürstentümer bildeten zusammen ein Bataillon. In Rudolstadt sowie in Sondershausen bestanden je zwei Kompanien, von deren Stand jedoch regelmäßig nur ein Sechstel präsent waren. Erst um 1850 verdoppelte man die Truppenstärke, so dass nun jedes Fürstentum ein Bataillon stellte.
Das fürstliche Militär bildete nach der am 4. Februar 1867 mit Preußen geschlossenen Militärkonvention im Deutschen Kaiserreich gemeinsam mit den Kontingenten von Sachsen-Altenburg und den beiden Reuß das 7. thüringische Infanterieregiment Nr. 96, das zum 4. preußischen Armeekorps in Magdeburg gehörte und von dem ein Bataillon in Rudolstadt in Garnison lag.

## Wappen
Das Wappen von Schwarzburg-Rudolstadt ist dem von Schwarzburg-Sondershausen gleich, lediglich das Regalienfeld unterschied sich in den beiden Fürstentümern. Blasonierung des großen Staatswappens: Schildhalter des Wappens ist links (heraldisch rechts) ein Wilder Mann, rechts (heraldisch links) ein weibliches Pendant. Der Hauptschild ist gespalten und ist von einem schmalen, blau-golden-schwarz schräggestückten Kreuz überdeckt, das bis zum Schildfuß reicht. (Das Kreuz rührt aus dem Titel eines „Viergrafen des Reiches“, den die Grafen von Schwarzburg seit 1356 führten und der von den deutschen Kaisern 1518, 1566, 1576, 1612 und 1638 erneuert oder bestätigt wurde.)
- Linke Hälfte, Felder 1 und 4: In Gold ein schwarzer, gold bewehrter und rot gezungter Adler (Herrschaft Arnstadt).
- Linke Hälfte, Felder 2 und 3: In Silber ein rotes Hirschgeweih mit drei seitlichen und drei oberen Enden (Herrschaft Sondershausen).
- Rechte Hälfte, Felder 1 und 4: Rot-silbern geschacht (Grafschaft Hohnstein).
- Rechte Hälfte, Felder 2 und 3: In Rot über vier goldenen Balken ein goldener, doppelschwänziger Löwen mit roter Zunge und ebensolcher Bewehrung (Grafschaft Lauterberg).
- Schildfuß: Regalienfeld in Silber wegen des Bergregals und der eigenen Silbergewinnung in der Herrschaft Leutenberg. Im Schildfuß befinden sich die eigentümlichen Hauszeichen der Schwarzburger: eine rote Gabel und ein roter Kamm.
- Herzschild der linken Schildhälfte: In Blau ein goldener, hersehender Löwe, golden gekrönt und rot gezungt und doppelschweifig (Grafschaft Schwarzburg).
- Herzschild der rechten Schildhälfte: In Silber ein schwarzer schreitender Hirsch (Klettenberg).
- Mittlerer Herzschild: Der deutsche Reichsadler in Gold (zugleich kleines Staatswappen. Zum Andenken an die von Günther XXI. 1349 bekleidete deutsche Königswürde[6]).

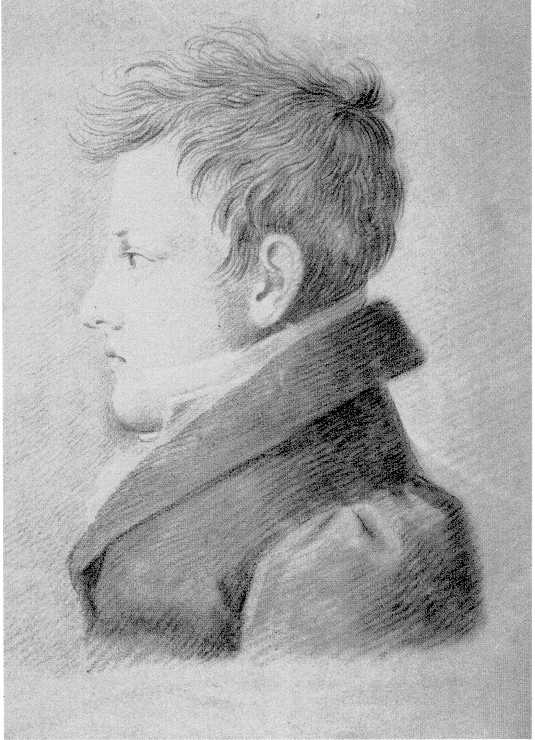
Fürst Friedrich Günther von Schwarzburg-Rudolstadt (1793–1867)

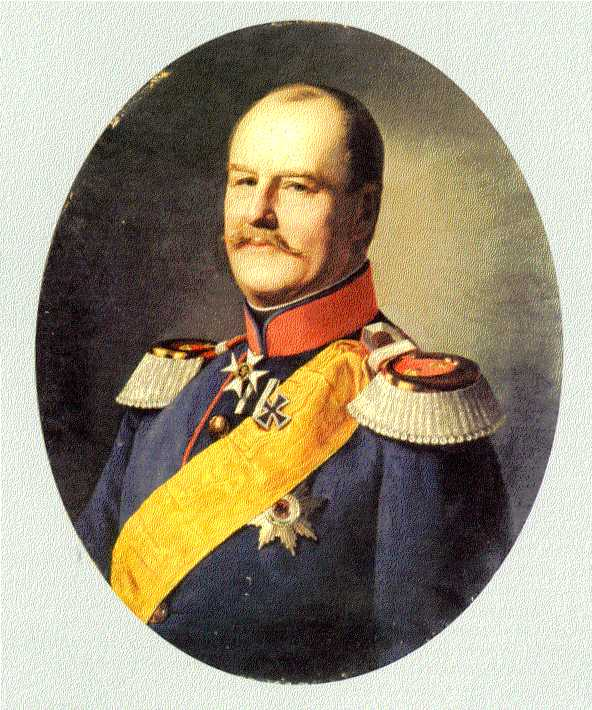
Fürst Albert von Schwarzburg-Rudolstadt (1798–1869)

## Regierende Grafen und Fürsten
Mit der Teilung der schwarzburgischen Ländereien 1599 bildet sich die Hauptlinie Schwarzburg-Rudolstadt.
- 1574–1605 Graf Albrecht VII. (1537–1605), Sohn von Günther XL.
- 1605–1630 Graf Karl Günther (1576–1630)
- und ebenso 1612–1634 Graf Albrecht Günther (1582–1634)
- und ebenso 1612–1646 Graf Ludwig Günther I. (1581–1646)
- 1646–1662 vormundschaftlich; Emilie von Delmenhorst (1614–1670)
- 1662–1710 Graf Albert Anton (1641–1710)
- 1710–1718 Fürst Ludwig Friedrich I. (1667–1718)
- 1718–1744 Fürst Friedrich Anton (1692–1744)
- 1744–1767 Fürst Johann Friedrich (1721–1767)
- 1767–1790 Fürst Ludwig Günther II. (1708–1790)
- 1790–1793 Fürst Friedrich Karl (1736–1793)
- 1793–1807 Fürst Ludwig Friedrich II. (1767–1807)
- 1807–1814 vormundschaftlich; Karoline von Hessen-Homburg (1771–1854)
- 1814–1867 Fürst Friedrich Günther (1793–1867)
- 1867–1869 Fürst Albert (1798–1869)
- 1869–1890 Fürst Georg Albert (1838–1890)
- 1890–1918 Fürst Günther Victor (1852–1925)

## Minister
- Hermann von Bertrab, Staatsminister von 1851 bis 1887
- Franz von der Recke, Staatsminister von 1909 bis 1918